# Centro Hospitalario Andrée-Rosemon
El Centro Hospitalario Andrée-Rosemon (en francés: Centre hospitalier Andrée-Rosemon) también llamado Centro hospitalario de Cayena es una institución de salud pública departamental situada en el municipio o comuna de Cayena, en la Guayana Francesa, un territorio de Francia en América del Sur. Es el hospital más grande de la región con una capacidad de 682 camas .
El centro está ubicado en el barrio de la Magdalena en Cayena desde febrero de 1992. Fue nombrado en honor de Andrée Rosemon, primera enfermera del hospital general de Cayena. Sustituyó al antiguo hospital de Saint-Denis en el centro de Cayena, cuyas instalaciones se había convertido en insuficientes debido al crecimiento de la población y la apertura de nuevos servicios. Actualmente, solo el instituto de formación enfermería todavía se encuentra en el antiguo hospital.